# Church Stretton
Church Stretton è un paese di 4 186 abitanti della contea dello Shropshire, in Inghilterra.